# Natrium
Natrium (af ægyptisk netjer og arabisk natrun der begge betyder natron; natrium er hovedbestanddelen i natron) er det 11. grundstof i det periodiske system og har det kemiske symbol Na. Under normale temperatur- og trykforhold optræder natrium som et blødt, sølvskinnende og kemisk meget reaktionsvilligt metal, som iltes ("ruster") hurtigt ved kontakt med atmosfærisk luft.

## Natriums kemi
Som de øvrige alkalimetaller har natriumatomet én enkelt elektron i sin yderste elektronskal. Da atomer generelt "foretrækker" at have deres yderste elektronskal fyldt op med elektroner ligesom ædelgasserne, vil alkalimetallerne som natrium meget gerne slippe af med denne ene elektron i den yderste skal.
Natrium reagerer med luftens ilt under dannelse af enten natriumperoxid; Na2O2, eller når der er begrænsede mængder af ilt til rådighed natriumoxid; Na2O. Som andre alkalimetaller reagerer natrium med vand under dannelse af gasformig brint og et basisk hydroxid; natriumhydroxid (NaOH): Ært-store natriumstykker lægger sig i vandoverfladen og "bruser" indtil natriumet i dem er omdannet til natriumhydroxid opløst i vandet, mens større stykker natrium udvikler varme nok til at antænde den frigjorte brint og udløse en eksplosion.

## Tekniske anvendelser
Natrium kan bruges til at udvinde andre reaktive metaller som kalium og zirkonium i ren form fra deres kemiske forbindelser. Natrium tilsættes visse legeringer for at forbedre legeringens egenskaber og bruges til at rense smeltede metaller. Både rent natrium samt natriumklorid bruges i smeltet form som kølemiddel i bl.a. visse typer atomreaktorer.
Natrium indgår sammen med fedtsyrer i fremstillingen af sæbe: Sæber lavet med natrium frem for kalium har et højere smeltepunkt og er derfor mere faste i konsistensen.
I natriumlamper, der ofte bruges til gadelygter, er lyskilden natrium i gasform; de kendes på deres udpræget orange eller gule lys. Lyset fra lavtryks-natriumlamper har en ren, "varm" gul farve, mens højtryks-natriumlamper har et mere "kobber-" eller "fersken-farvet" lys. Den gule farve skyldes de kraftige D-linjer i natriums spektrum.

## Forekomst og udvinding
På grund af stoffets reaktionsvillighed findes natrium aldrig et rent, "frit" metal i naturen, men altid i kemiske forbindelser med andre stoffer som salte. Natrium udgør 2,6% af Jordens skorpe og indtager en sjetteplads på listen over de mest udbredte grundstoffer i Jordens skorpe. Det skyldes især vandet i verdens have, der indeholder 2,7% natriumklorid efter vægt.
Frit natrium fremstilles ved elektrolyse af flydende natriumklorid: I denne proces tilsætter man kalciumklorid for at sænke blandingens smeltepunkt til under 700°C – da natrium er mere elektronegativt end kalium, er det alene natrium der udfældes ved katoden. Tidligere udvandt man natrium ved elektrolyse af natriumhydroxid, men det er billigere at udvinde det fra natriumklorid.
I 1997 kostede natrium i metallisk form mellem 30 og 45 amerikanske cent pr. kilogram. I den renhed, man bruger i kemilaboratorier, er prisen meget højere; i 1990 kostede natrium i "reagens-kvalitet" omkring 75 amerikanske dollar pr. kilogram.

## Historie
Man har længe kendt til natrium fra de kemiske forbindelser, det indgår i, men det var først i 1807 at det lykkedes sir Humphry Davy at isolere rent metallisk natrium ved elektrolyse af smeltet natriumhydroxid. Han brugte en voltasøjle som strømkilde i sit forsøg.

## Natrium i biologien
Mens natriumioner spiller en afgørende rolle i dyr (i blod og andre kropsvæsker for overførslen af nerveimpulser, i hjertets funktion og visse processer i stofskiftet), kan planter helt undvære natriumioner. "Ren" vegetar-kost er derfor fattig på salt, og mange planteædende dyr må derfor skaffe de fornødne natriumsalte fra andre kilder, typisk ved at spise eller slikke på mineralsten, der indeholder natrium.
Behovet for salt er muligvis grunden til en veludviklet evne til at smage salt; smagsløg der registrerer salt, reagerer næsten udelukkende på natriumioner, om end visse andre små, monovalente ioner som Li+, NH4+ og til en vis grad også K+ også registreres som en "salt" smag. Kalciumklorid, der undertiden bruges som erstatning for normalt bordsalt for at sænke et forhøjet blodtryk, har også en salt smag, men er samtidig temmelig bittert.
Mennesker har brug for mindre end et halvt gram natrium per dag, men mange mennesker spiser meget mere salt end kroppen har brug for. Det kan skabe helbredsproblemer for personer der har et salt-følsomt blodtryk. Ved for store mængder natrium i kroppen kan man komme til at lide af hypernatriæmi, hvilket er for høj natriumkoncentration i blodet.

## Isotoper af natrium
Ud af de 13 isotoper af natrium man kender, er der kun én der er stabil; natrium-23. Ved ulykker med akut neutronbestråling af mennesker omdannes en del af blodets natrium-23-kerner til det radioaktive natrium-24. Man kan måle koncentrationen af denne isotop i den ramte persons blod, og ud fra dette og tiden siden bestrålingen fandt sted, beregne hvor stor strålingsdosis han/hun har modtaget.